# Franz Arnold von der Recke zu Steinfurt
Franz Arnold Friedrich Bernhard Johann von der Recke zu Steinfurt (* 29. Januar 1713 in Münster; † 10. November 1762 ebenda) war Landdrost im Hochstift Münster.

## Leben

### Herkunft und Familie
Franz Arnold wuchs als Sohn von Johann Matthias von der Recke zu Steinfurt und Anna Adolfina von Wolff-Metternich zu Gracht in der uralten westfälischen Adelsfamilie von der Recke auf. Seine Schwester Anna Maria Theresia war Äbtissin im Stift Nottuln. Aus der ersten Ehe seines Vaters mit Anna Maria von Plettenberg zu Lenhausen stammten die Söhne Johann Friedrich Christian (Domherr und Geheimrat) und Ferdinand Wilhelm (Kämmerer und Amtsdroste).
Am 28. Januar 1747 heiratete er Anna Elisabeth von der Recke zu Heessen. Diese brachte den Heessener Erbteil mit in die Ehe. Damit verfügte er neben seinem väterlichen Erbe über ein beträchtliches Vermögen. Da die Ehe kinderlos blieb, ist der Steinfurter Familienzweig ausgestorben.

### Werdegang und Wirken
Bereits im Jahre 1720 erhielt Franz Arnold eine Dompräbende in Trier. Nach dem Verzicht seines Schwagers Franz Kaspar Ferdinand von Landsberg zu Erwitte erhielt er eine Dompräbende in Münster. Die Ernennung zum Wirklichen Hof- und Regierungsrat fiel auf den 16. August 1735. Im Februar 1742 wurde er Wirklicher Geheimer Rat und am 5. November 1742 Wirklicher Kriegsrat. Er nahm auch das Mandat des Landtagskommissars wahr.
1746 übernahm er die Familiengüter und verzichtete dabei auf die Präbenden zugunsten von Johann Matthias von Landsberg zu Erwitte, dem Sohn seines Schwagers.
Am 4. September 1747 wurde Franz Arnold zum Drosten von Dülmen bestallt. Den vorgeschriebenen Diensteid leistete er am 19. September. Er wurde von seinem Bruder Ferdinand Wilhelm Joseph abgelöst, der allerdings später wegen Verschwendungssucht enterbt worden ist. Nach dem Tode seines Vaters legte Ferdinand Wilhelm gegen diese Entscheidung Berufung ein. Mit dem Urteil des Reichskammergerichts erhielt Ferdinand Wilhelm 2/3 der Steinfurter Güter, während Franz 1/3 erhielt.

## Ehrungen
- Großkreuzherr des St. Michael-Ritterordens (24. Oktober 1745)